# 黒川亀玉
黒川 亀玉（くろかわ きぎょく、享保17年10月28日〔1732年12月15日〕- 宝暦6年6月25日〔1756年7月21日〕）は、江戸時代中期の画家。沈南蘋風の花鳥画を得意とする。
諱は安定、字を子保、通称を観五郎。号は亀玉・商山処士。江戸の人。

## 略伝

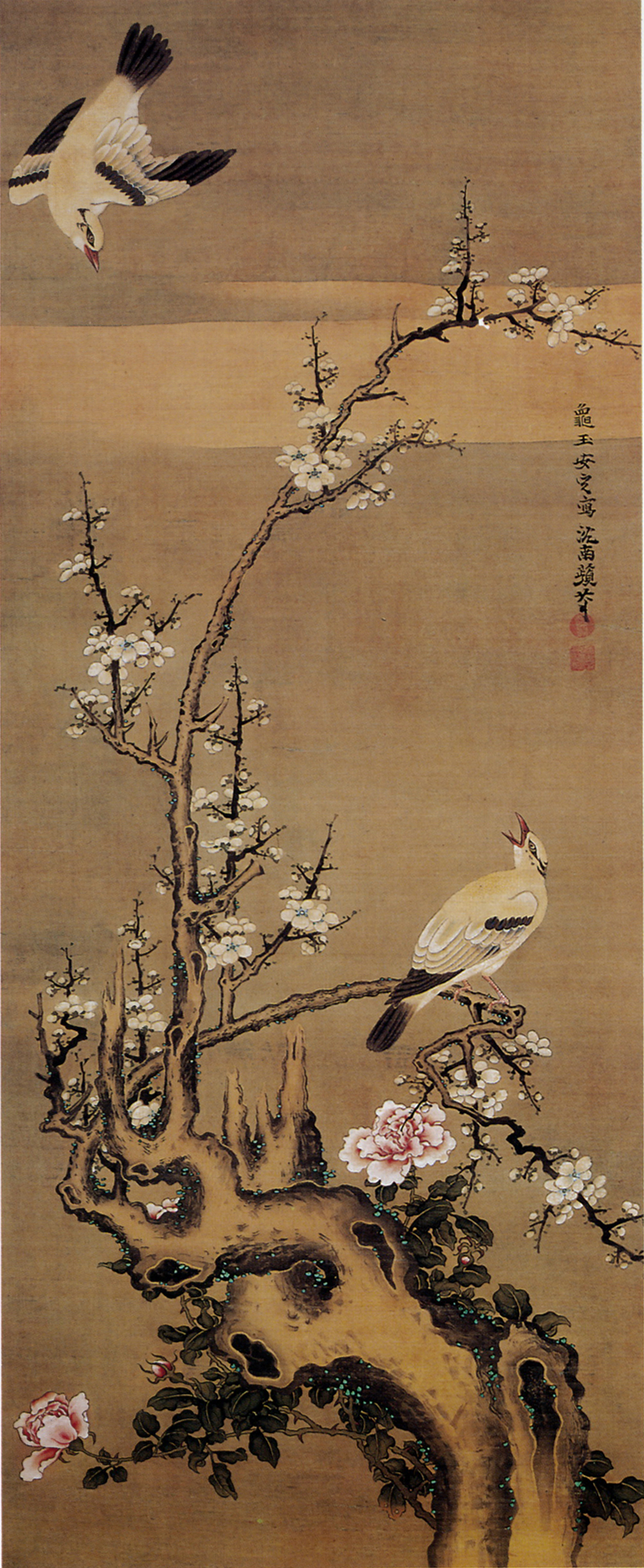
白梅黄鳥図　絹本着色　江戸時代中期

黒川家の祖は甲府黒川村の出自という。父は周玉・母は稲垣氏。二人の妹がいた。幼い頃の誕生日に不思議な老僧から藍色に輝く玉を贈られたことから、これは亀の生玉であるとして亀玉を画号にした。画は7歳のとき狩野休真（中橋狩野家9代目狩野主信の門弟）につき12歳で岡本善悦（木挽町狩野家2代目狩野常信の孫弟子）に学ぶ。しかし、納得できず中国明清の古画を独学で学ぶ。その後も沈南蘋の画を中国古画の延長として熱心に学んだが線描が繊細すぎると不満を持っていた。江戸に沈南蘋の画風を伝えた宋紫石が長崎遊学中に既に南蘋風の画法を取り入れていたことは特筆すべきである。
花鳥画を最も得意とした。また池大雅についで指頭画をよくしたと伝えられ、大和絵も描いた。画業で一家を支えたが、僅か25歳で夭折。心光寺（小石川指ヶ谷町）に葬られる。

## 作品
- 「海棠白頭翁図」千葉市美術館
- 「芭蕉孤鶴図」東京国立博物館
- 「白梅黄鳥図」神戸市立博物館

## 名跡
- 2代黒川亀玉（1754年 ‐1814年） - 弟子の松田英（実弟説あり）が黒川家の養子となって二代目を継承。字は士雲、別号に松蘿館。通称は左膳。落款に「亀玉川」・「亀玉田英」とあればこの二代目の作品。

- 3代黒川亀玉 - 2代黒川亀玉の実子。諱は徳邦、別号に台岳山人。通称は右膳。文政頃死没。

## 脚註
1. ↑  大田南畝「武江披抄」
2. ↑  『読老庵日札』
3. ↑  『江都諸名家墓所一覧』